# Gonypetidae
Gonypetidae — родина богомолів, поширених переважно в тропічній Азії. Налічує 26 родів станом на 2019 рік. 
Дрібні богомоли, передні стегна самців зазвичай темніші, ніж у самиць.

## Таксономія
Назва вперше запропонована Вествудом 1889 року. У сучасному сенсі утворена 2019 року з частини родів колишньої родини Iridopterygidae та окремих родів родини богомолові. Містить дві підродини: Iridopteryginae та Gonypetinae.

### Iridopteryginae
- триба Iridopterygini Giglio-Tos, 1915
  - підтриба Tricondylomimina — 1 рід Tricondylomimus Chopard, 1930
  - підтриба Iridopterygina Giglio-Tos, 1915 — 7 родів
- триба Amantini — 1 рід Amantis Giglio-Tos, 1915

### Gonypetinae
- триба Armenini — 1 рід Armene Stål, 1877
- триба Gonypetini Westwood, 1889
  - підтриба Gonypetina Westwood, 1889 — 9 родів
  - підтриба Gonypetyllina — 3 роди
  - підтриба Compsomantina Giglio-Tos — 2 роди (Compsomantis Saussure, 1872 та Compsogusa Schwarz, 2021)
  - підтриба Humbertiellina Brunner de Wattenwyl, 1893 — 3 роди

## Поширення
Більшість видів поширені в Орієнтальній біогеографічній області. У Палеарктиці поширені види родів Holaptilon, Armene та Elaea, причому представники останнього відомі й з Афротропічної області.

## Галерея

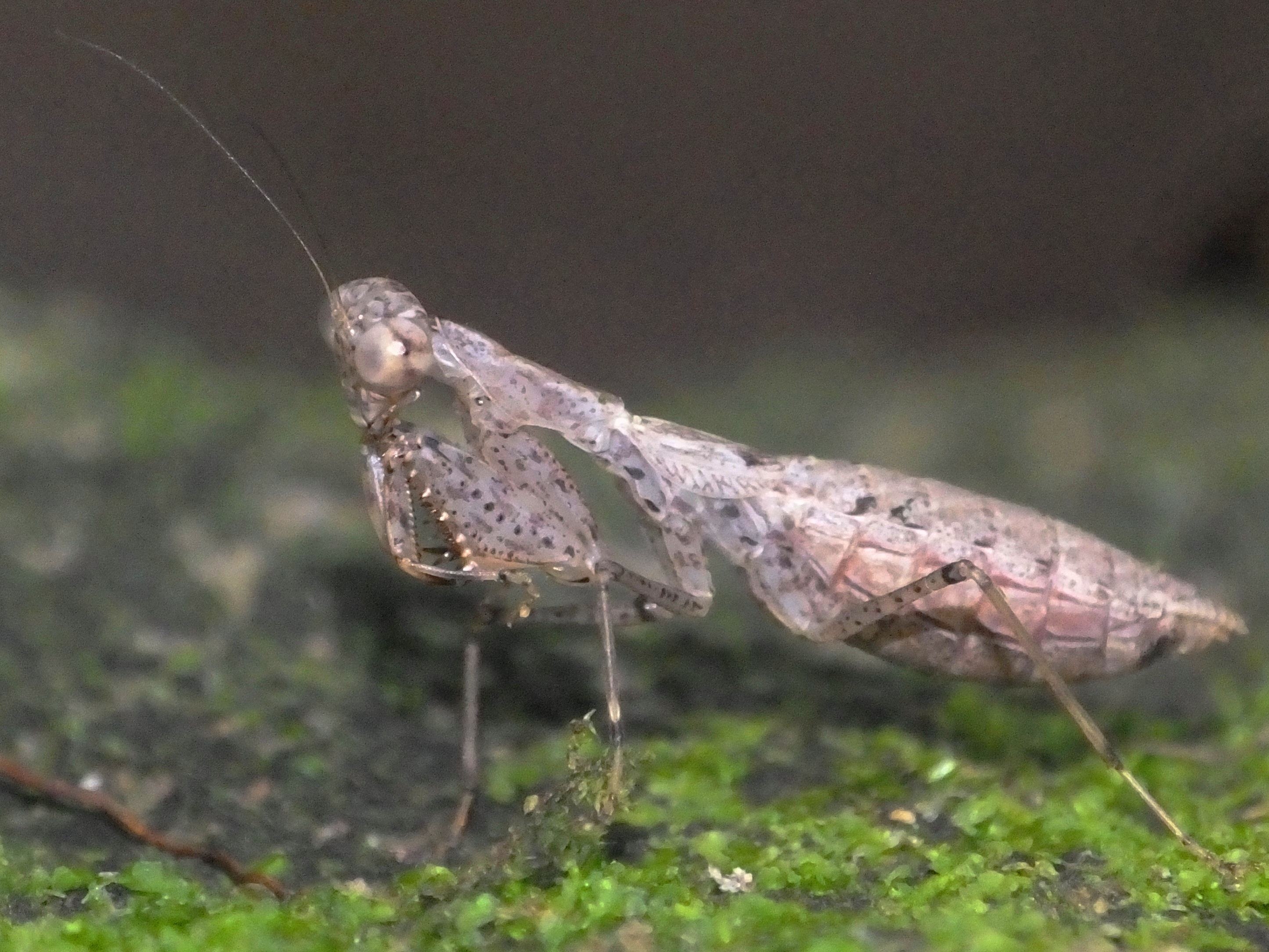
Amantis nawai, Тайвань
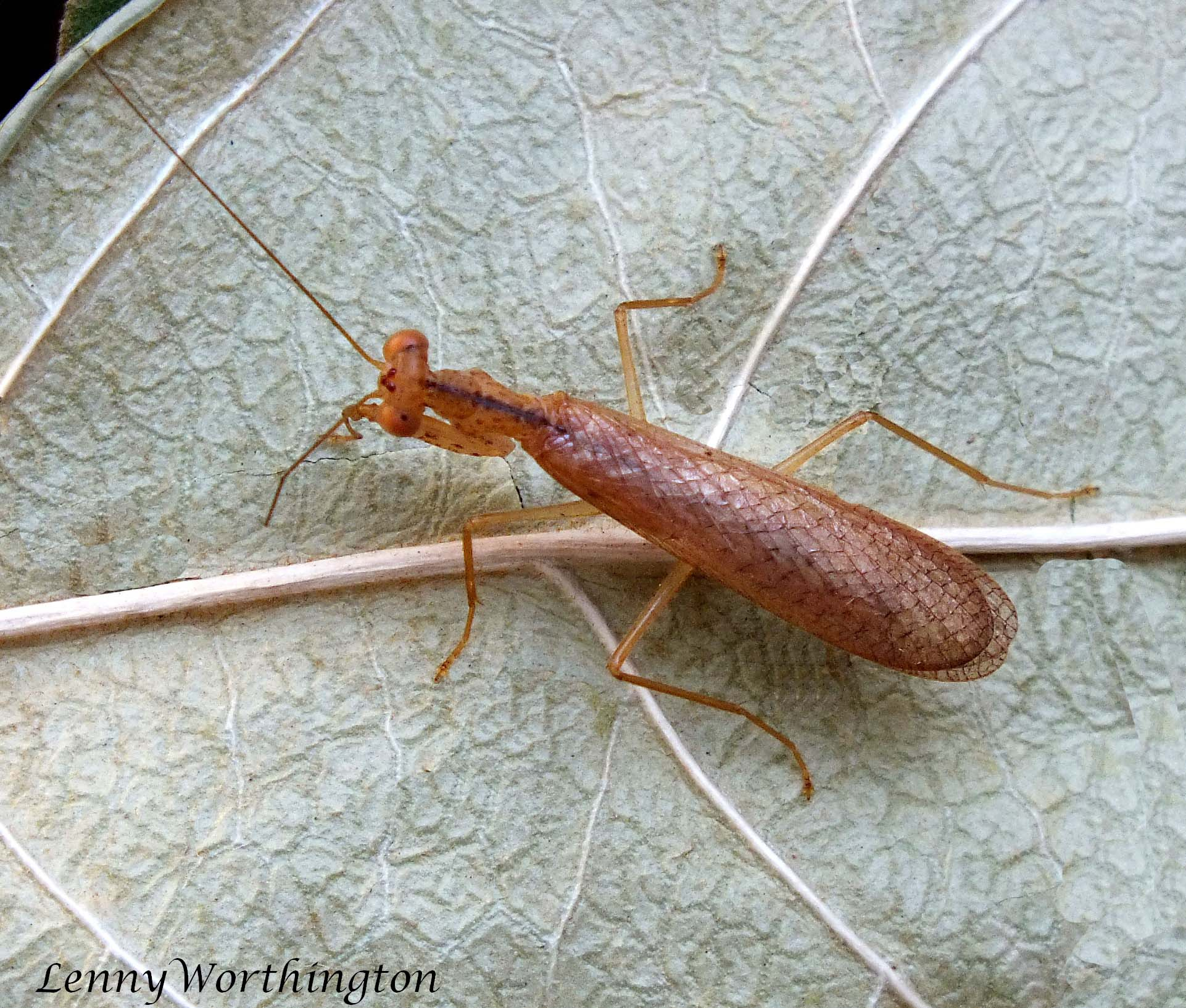
Amantis reticulata, Таїланд
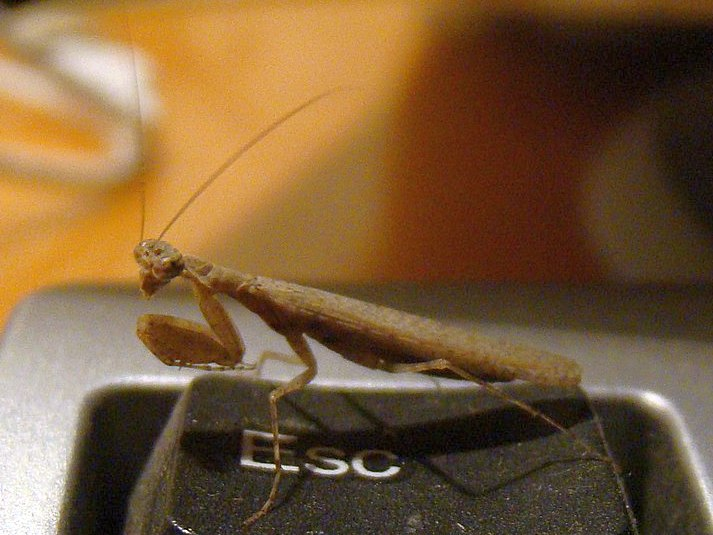
Armene pusilla, Казахстан
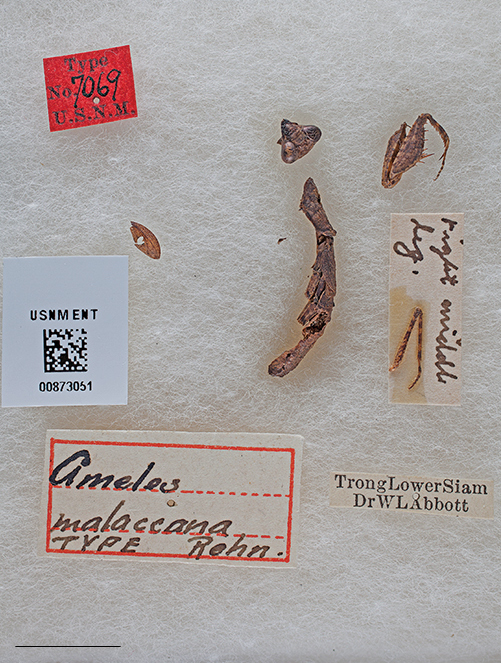
Bimantis malaccana, Тайвань
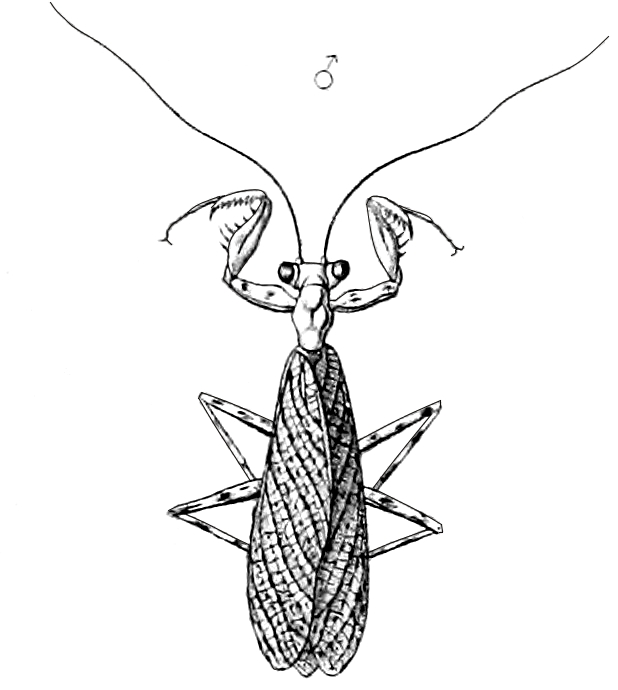
Gimantis authaemon
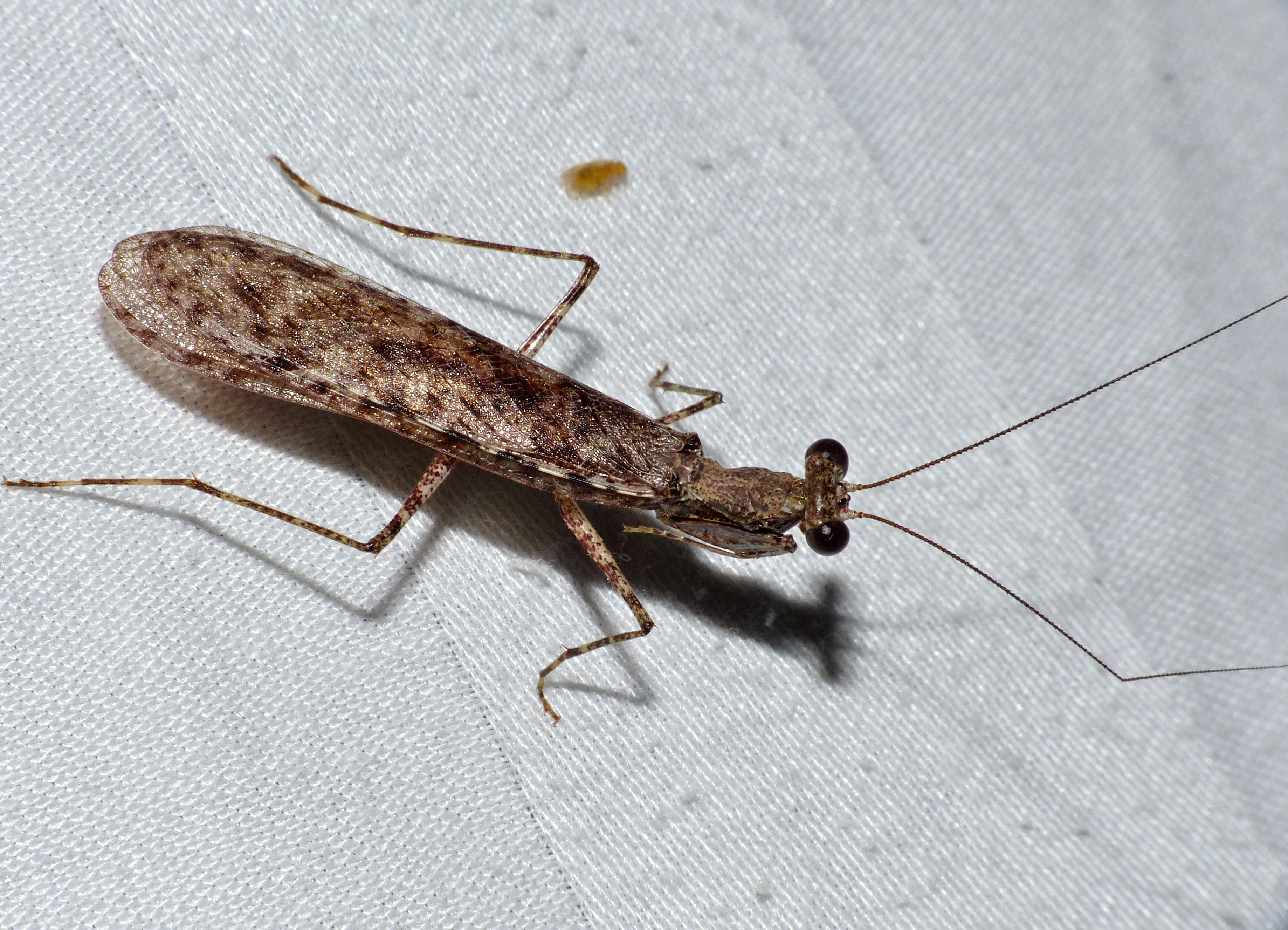
Gimantis insularis, Саравак
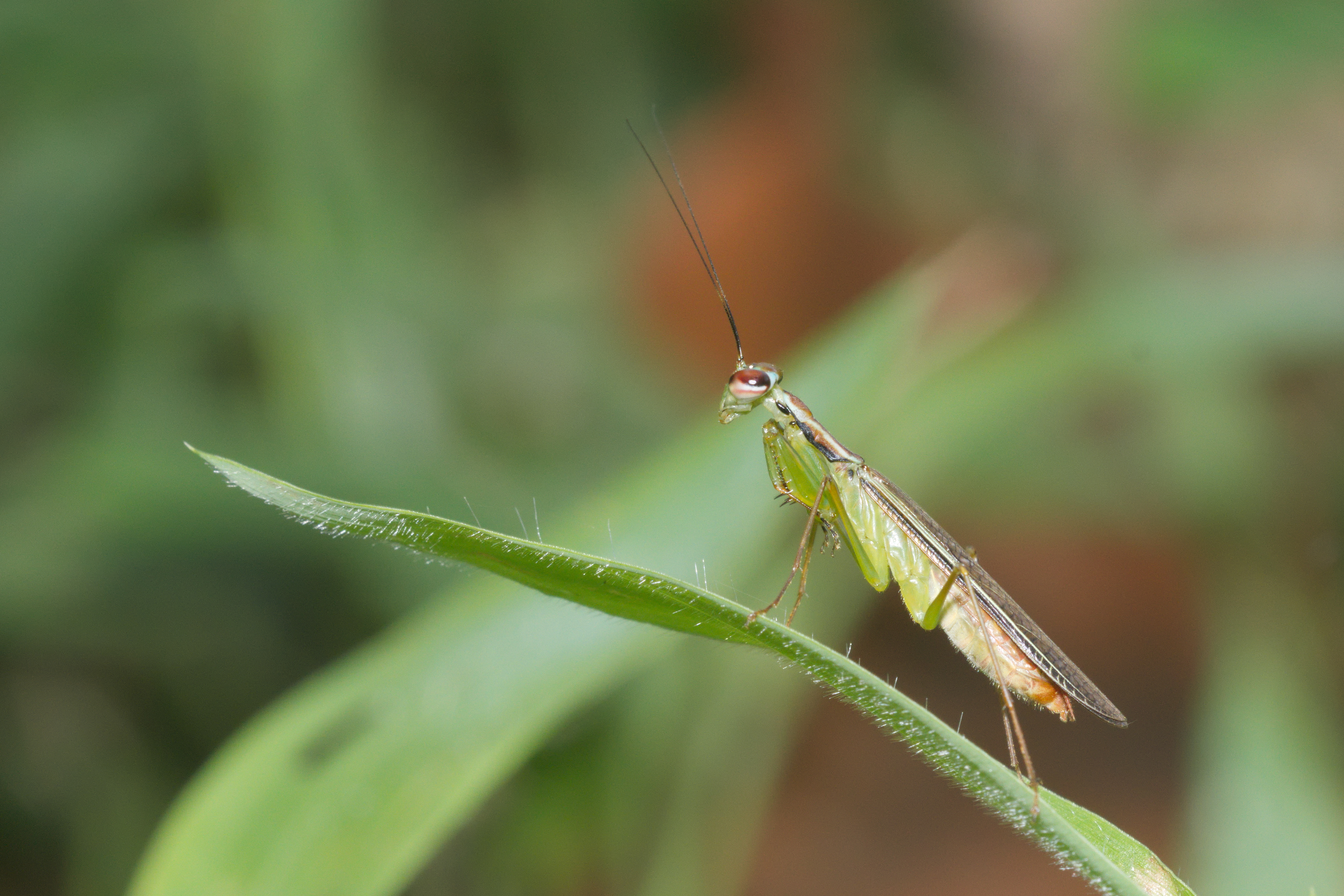
Hapalopeza nilgirica, Індія
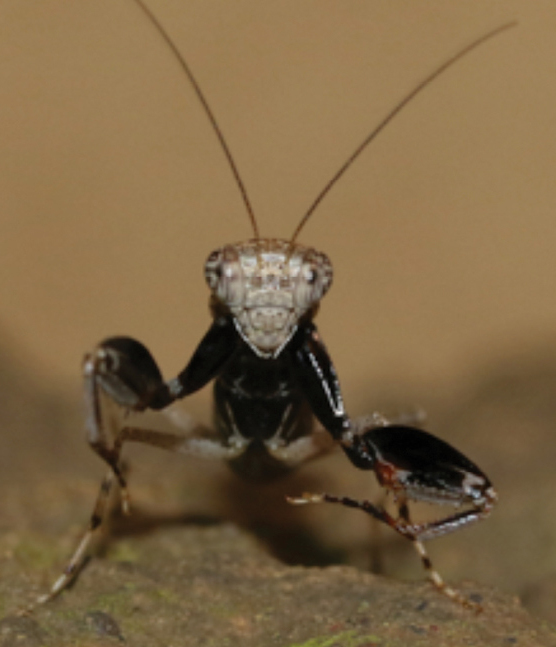
Holaptilon brevipugilis, Іран
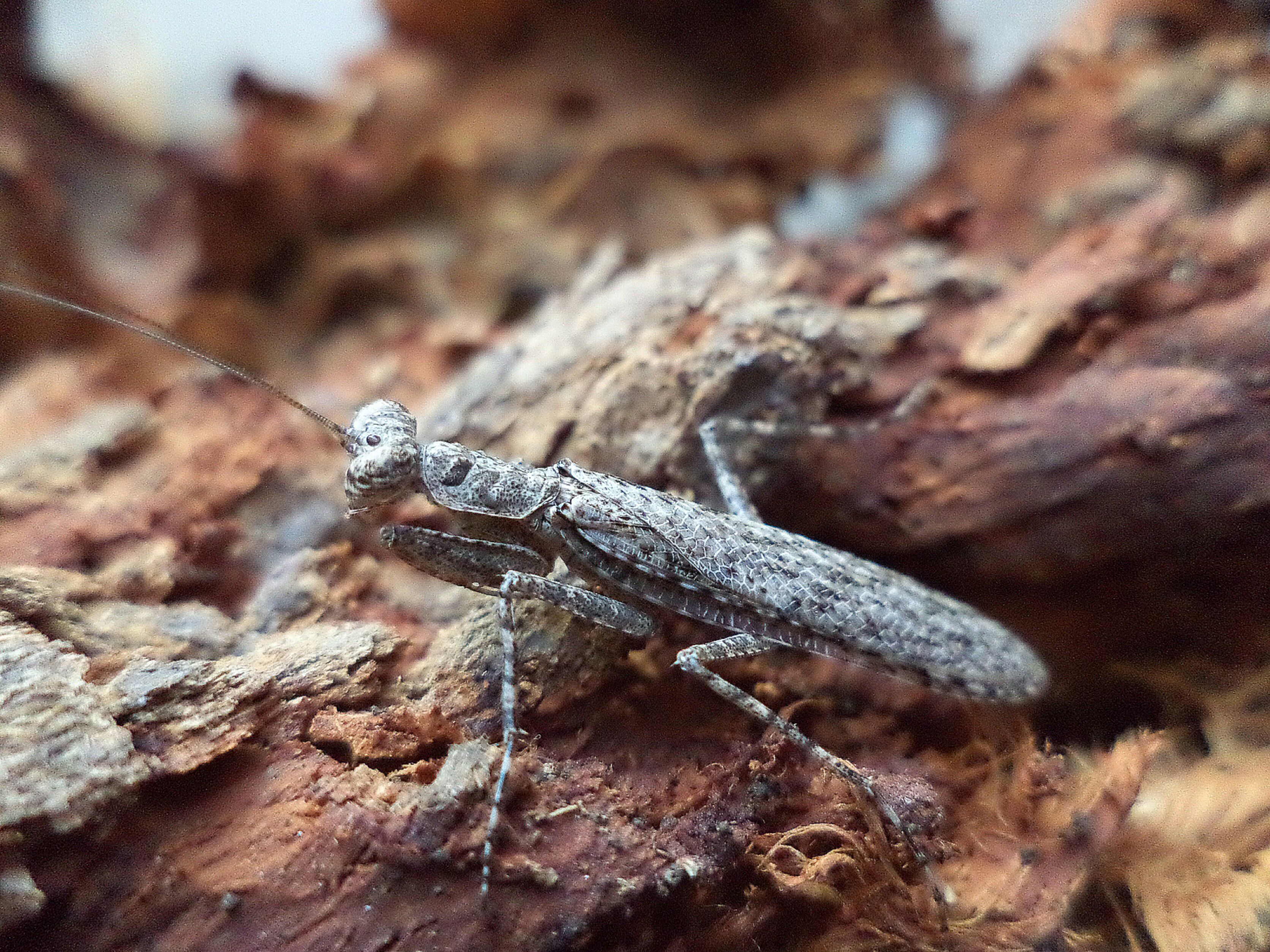
Humbertiella similis, Індія
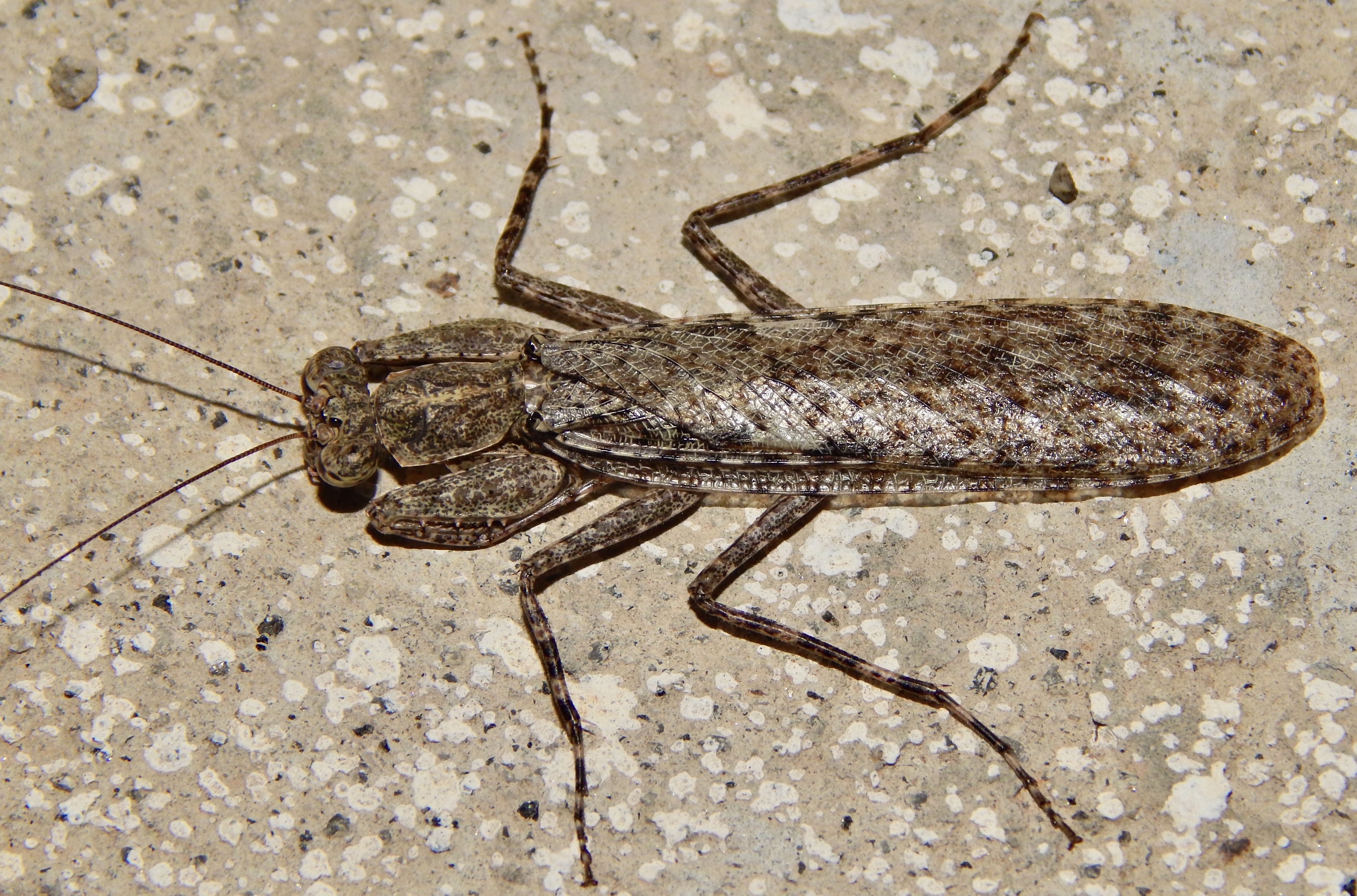
Humbertiella ceylonica, Індія
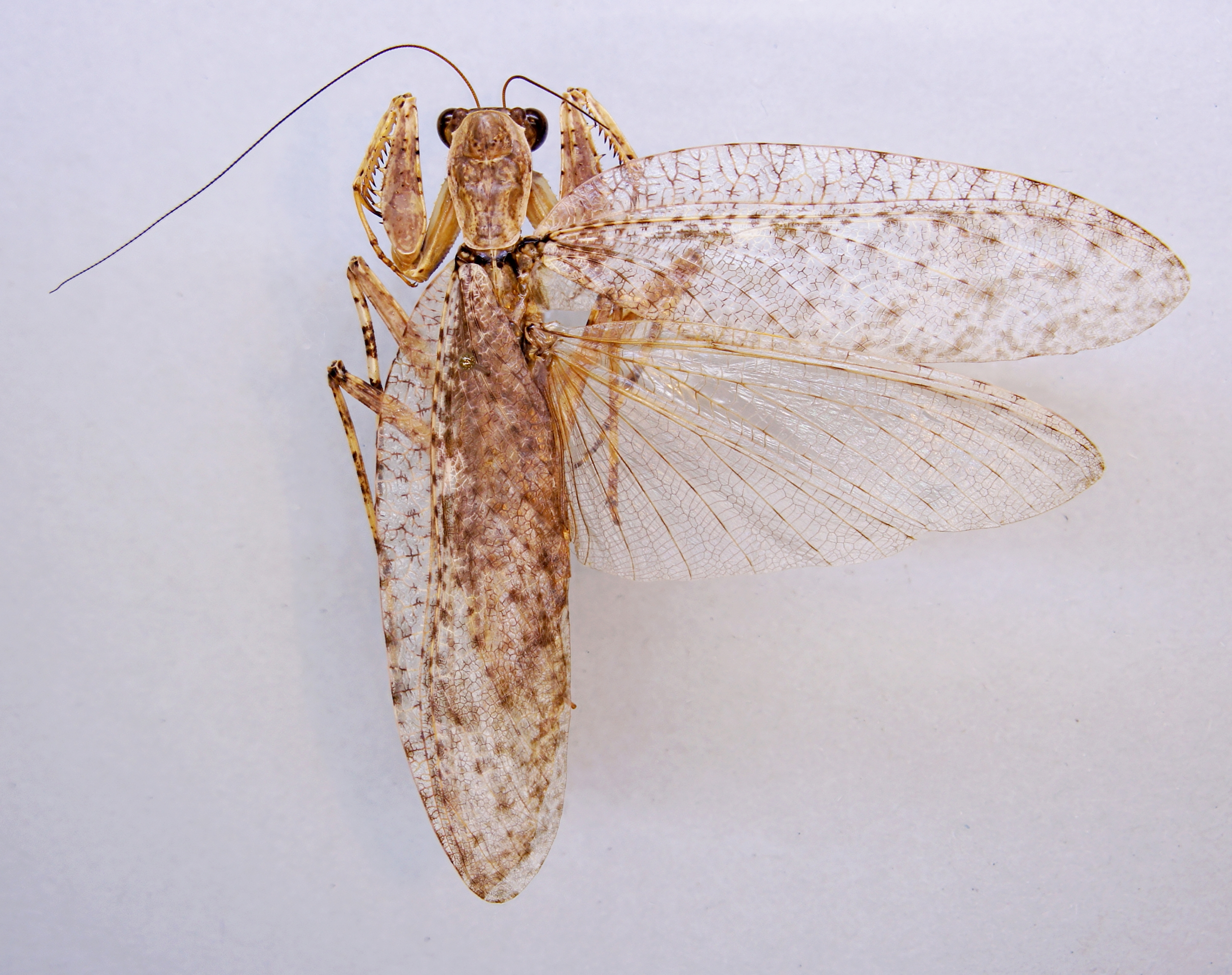
Theopompa borneana, Малайзія
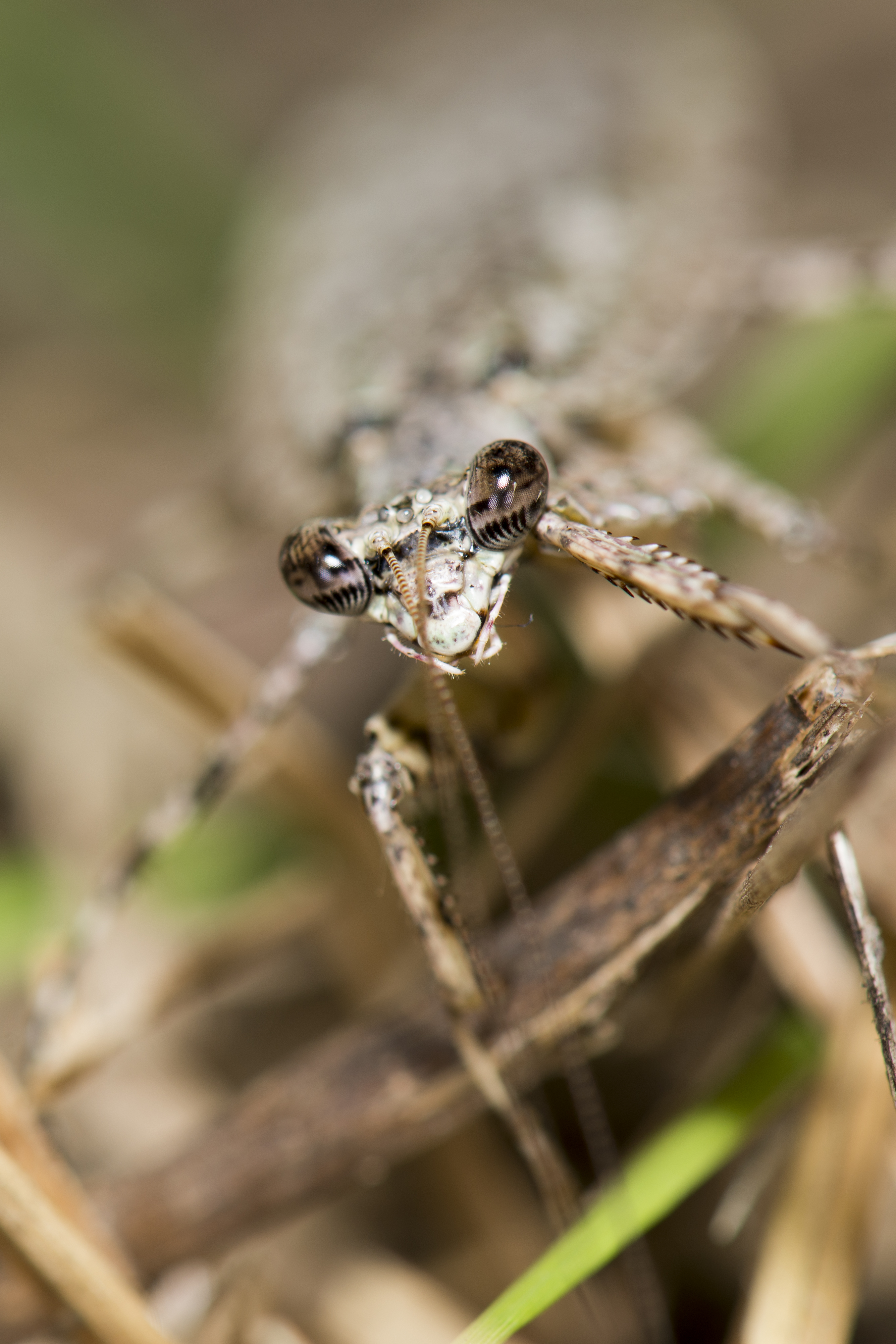
Theopompa ophthalmica, Тайвань
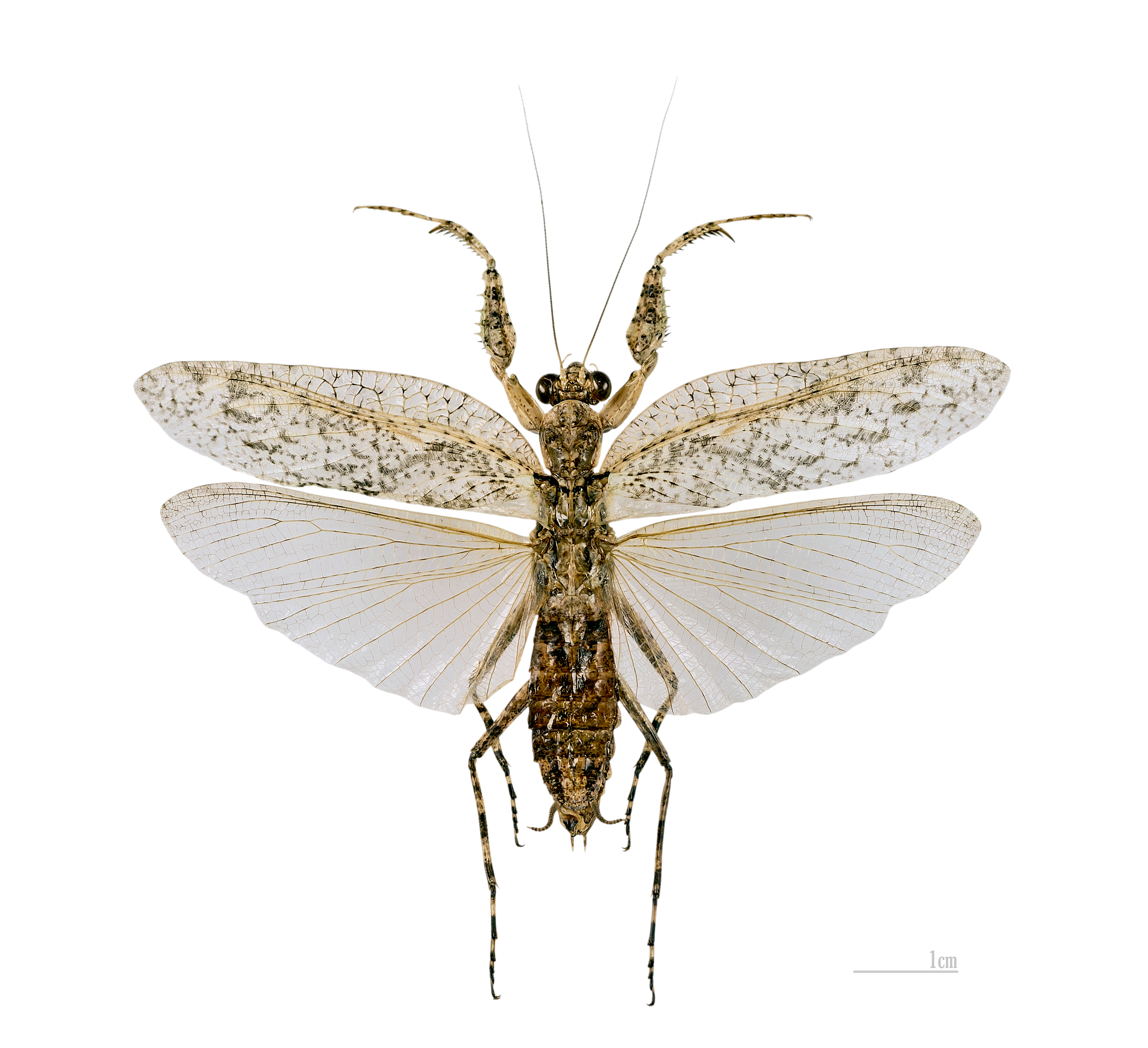
Theopompa servillei, Ява